# Paco Rabanne
Francisco Rabaneda Cuervo, més conegut com a Paco Rabanne   (Pasaia, 18 de febrer de 1934 - Portsall, 3 de febrer de 2023), fou un dissenyador de moda basc, molt destacat durant la dècada dels anys seixanta del segle xx, quan esdevingué un enfant terrible de la moda francesa.

## Biografia
Nascut a Pasaia, era fill de la cap de costura del taller de Cristóbal Balenciaga i d'un coronel de l'exèrcit republicà. L'adveniment de la guerra civil espanyola i l'afusellament del seu pare propiciaren l'exili de la seva família, que passà pels camps d'internament de Portvendres i d'Argelers de la Marenda. Seguidament, s'instal·laren a prop de Morlaix, a la Bretanya.
Entre 1951 i 1963, Rabanne va cursar arquitectura a l'escola nacional superior de belles arts de París, que pagà tot elaborant dissenys de moda, principalment bosses per Roger Model i sabates per Charles Jourdan. La seva primera aparició en el món de la moda l'efectuà amb el nom de Franck Rabanne l'any 1959, quan va presentar una sèrie de set vestits de línies geomètriques molt depurades. Un cop va acabar els seus estudis es va dedicar a fabricar artesanalment tota mena d'accessoris que eren aplicats en dissenys de Balenciaga, Nina Ricci, Maggy Rouff, Philippe Venet, Pierre Cardin i Givenchy, entre d'altres.

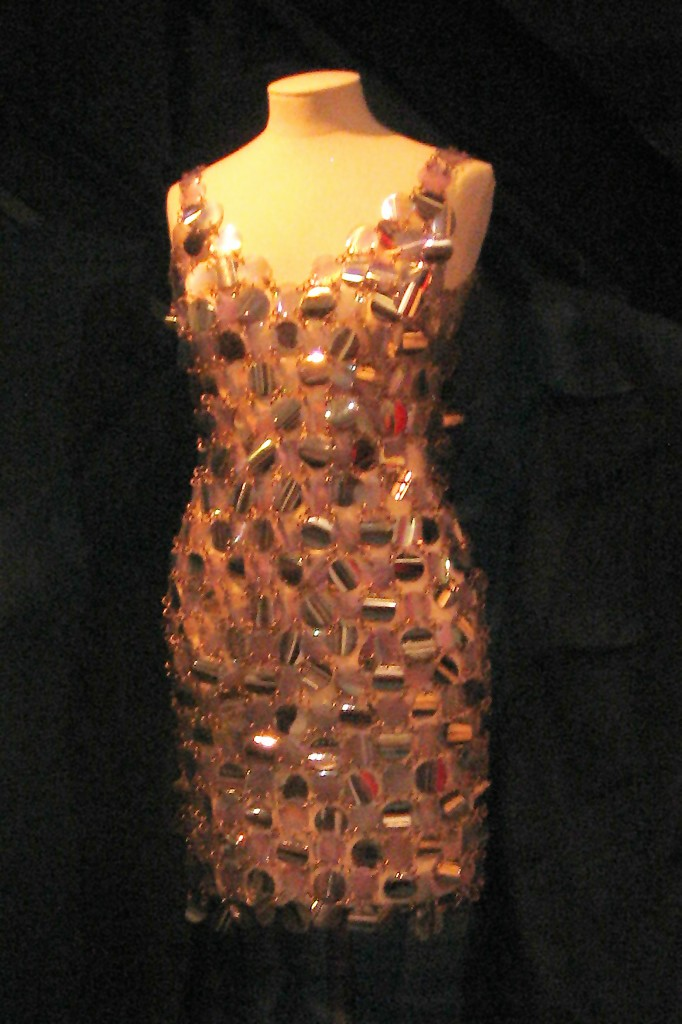
Vestit dissenyat per Paco Rabanne, 1967

L'any 1965, junt amb Michèle Rosier, Christiane Bailly i Emmanuele Kant, va crear les "pacotilles", accessoris fets de rhodoide (una mena de cel·luloide), essent aquest el primer cop que signava com a Paco Rabanne. L'any següent ja va presentar la seva primera col·lecció de moda, consistent en 12 vestits elaborats principalment en rhodoide i metall.
Aquell mateix any va dissenyar vestuari per a produccions cinematogràfiques, entre les quals destaquen «Deux ou trois choses que je sais d'elle» de Jean-Luc Godard, «Les Aventuriers» de Robert Enrico, «Two for the road» de Stanley Donen, «Casino Royale» de John Huston, o «Barbarella», de Roger Vadim. Aquesta època també destaca per l'alta experimentació, en tant que Rabanne treballa el paper, el cuiro fluorescent, metall laminat, jerseis d'alumini i pell teixida, realitzant productes molt exitosos. Algunes de les seves creacions foren adquirides per les col·leccions de museus d'arreu del món, i actualment formen part del fons de museus com el MoMA de Nova York.
L'any 1969 es va introduir en el negoci dels perfums tot associant-se amb les perfumeries Puig i dissenyant perfums tant femenins ("Calandre") com masculins ("Paco Rabanne"). Des de mitjan dècada dels anys 70 del segle xx, Rabanne s'ha interessat per la moda masculina i ha elaborat col·leccions per a home, també en la línia d'emprar nous materials de maneres novedoses.